# Nathan Odenvik
Nathan Odenvik, född 30 maj 1892 i Öckerö, död 7 augusti 1964 i Ljungarum, var en svensk folkskollärare, skriftställare och pingstvän. Han utgav ett stort antal böcker om bland annat pietismen.